# ماتياس لين
ماتياس لين (بالفنلندية: Matias Laine)‏ هو سائق سباق فنلندي، ولد في 25 أبريل 1990 في يوينسو في فنلندا.

## روابط خارجية
- ماتياس لين على موقع DriverDB.com (الإنجليزية)